# Neuroleon (Neuroleon) drosimus
Neuroleon (Neuroleon) drosimus is een insect uit de familie van de mierenleeuwen (Myrmeleontidae), die tot de orde netvleugeligen (Neuroptera) behoort. 
Neuroleon (Neuroleon) drosimus is voor het eerst wetenschappelijk beschreven door Navás in 1912.